# Metaljka (Czarnogóra)
Metaljka (cyr. Метаљка) – wieś w Czarnogórze, w gminie Pljevlja. W 2011 roku liczyła 41 mieszkańców.